# Красный террор в Эфиопии
Красный террор в Эфиопии (амх. ቀይ ሽብር käy šəbbər) — название массовых репрессий, проводившихся марксистской военной диктатурой («Дерг») в ходе Гражданской войны в Эфиопии против противников режима, сепаратистов и мирного населения.

## Ход событий
Менгисту Хайле Мариам пресёк возможность появления всякой оппозиции, закрыв университеты, средние школы и распустив профсоюзы. После революции 1974 года особую активность проявляли две партии: Эфиопская народно-революционная партия (ЭНРП) и Социалистическое Всеэфиопское движение (СВЭД). Обе партии были марксистской ориентации, и при тактических различиях ключевая разница между ними состояла в том, что ЭНРП представляла народность амхара, а СВЭД — оромо. В 1975 году между ними происходили постоянные вооружённые стычки, причём СВЭД поддерживала Менгисту, ЭНРП же обвиняла Менгисту и «Дерг» в предательстве революции (переворота) и в конце концов под руководством Тесфайе Дебессайе и Кифлу Тадессе перешла к террору против функционеров режима: в частности, были убиты профсоюзные деятели Теодрос Бекеле и Темесген Мадебо; предприняты ряд покушений на лидеров режима и самого Менгисту Хайле Мариама; также террористы ограбили несколько банков, устроили поджоги. После покушения на жизнь Менгисту Хайле Мариама в сентябре 1976 года, во время которого он был ранен, диктатор приказал уничтожить Эфиопскую народно-революционную партию. Хайле Мариам приступил к кампании по подавлению оппозиции, вошедшей в историю под названием «Красный террор».
За коммунистическую риторику и за жестокую кампанию «красного террора» Менгисту получил прозвище Красный негус (то есть «красный царь»); его также называли «Чёрным Сталиным» и «Мясником из Эфиопии». Считается, что за годы террора в 1970-х—1980-х годов погибли более 100 тысяч эфиопов. «Международная амнистия» полагает, что жертвами «Красного террора» стали не менее 500 тысяч человек. По данным, содержащимся в обвинительном приговоре, диктатор лично отдал приказы о расстреле 2 тысяч человек, включая несколько десятков правительственных чиновников и членов императорской семьи. Ещё 2,5 тысяч невинных людей умерли от пыток. Менгисту отвергал всякие обвинения в геноциде, называя эти события «классовой борьбой». Во время одного из интервью, находясь в изгнании, он заявил, что красный террор являлся всего лишь «борьбой между двумя различными социальными группами», одна из которых пыталась свергнуть его правительство. Менгисту заявил: «Нам пришлось собрать людей в городские и сельские комитеты обороны, а также в крестьянские объединения для защиты страны». Эфиопский общественный деятель и историк Гетачеу Джига Демексса так описал деятельность Менгисту Хайле Мариама:
Подобно Сталину, Менгисту планомерно уничтожал соратников по революции 1974 года, свергнувших императорскую власть. В отличие от многих других африканских диктаторов, приводивших с собой к власти собственные этно-племенные кланы, Менгисту долгое время не давал никаких преференций своим сородичам из народности амхара. Чистки и репрессии касались представителей всех этносов, без разбора. А однажды ему пришла в голову такая мысль: чтобы трудящиеся не обращали внимания на этнические различия, одеть их всех в одну форму. Форму позаимствовали у Мао: все стали ходить в одинаковой синей одежде.
В январе 2007 года Менгисту был признан виновным в геноциде и приговорён к пожизненному заключению. После того как суд вынес заочный приговор, Зимбабве, где Менгисту получил убежище благодаря дружбе с Робертом Мугабе, заявила, что не выдаст его Эфиопии. В мае 2008 года, Верховный суд Эфиопии заочно приговорил Менгисту к смертной казни. Также 72 должностных лица «Дерг» были признаны виновными в геноциде собственного населения.